# Синамон Лејк (Охајо)
Синамон Лејк (енгл. Cinnamon Lake) насељено је место без административног статуса у америчкој савезној држави Охајо.

## Демографија
По попису из 2010. године број становника је 1.243.
| Група             | 2000.    | 2010.         |
| Белци             | 0 (0,0%) | 1.218 (98,0%) |
| Афроамериканци    | 0 (0,0%) | 8 (0,6%)      |
| Азијати           | 0 (0,0%) | 2 (0,2%)      |
| Хиспаноамериканци | 0 (0,0%) | 7 (0,6%)      |
| Укупно            | 0        | 1.243         |